# Bent Walad
Bent Walad est une sitcom tunisienne de trente épisodes qui est diffusée durant le ramadan 2012, à partir du 20 juillet. Elle suit le quotidien d'un nouveau couple marié, sur un ton humoristique et critique de la société tunisienne, sur le modèle de Un gars, une fille, même si le co-scénariste Naoufel Ouertani dément qu'il s'agit d'une adaptation étant donné que les droits n'ont pas été acquis.
Une deuxième saison est diffusée durant l'année 2013 puis une troisième pendant le mois de ramadan de la même année.

## Synopsis
Filmés comme par le trou de la serrure, c'est une intrusion dans l'intimité d'un couple : un homme dans la trentaine, macho, prétentieux et souvent désobligeant mais plus encore nouveau marié. De l'autre côté, une femme hystérique, légère et jalouse, qui toute sa vie a schématisé son rapport avec l'homme selon des règles sociales dictées par sa mère et son entourage.

## Distribution
- Mohamed Ali Nahdi : l'époux
- Sameh Dachraoui : l'épouse

## Fiche technique
- Titre original : بنت ولد
- Translittération : Bent Walad
- Création :
- Réalisation : Sami Mezni[1]
- Scénario : Naoufel Ouertani et Slim Ben Smail[1]
- Direction artistique :
- Décors : Khalil Khouja
- Costumes : Nadia Bouali et Yamina Barhoumi
- Photographie : Ikbal Arafa
- Montage : Nahr Douss et Aymen Hamdi
- Effets visuels :
- Musique :
- Production : Mohamed Aymen Houai 
  - Production exécutive :
  - Coproduction :
- Sociétés de production : Not Found Production et Cactus production[1]
- Sociétés de distribution : Cactus production
- Pays d'origine :  Tunisie
- Langue originale : Arabe tunisien
- Format : Couleur
- Genre : Sitcom
- Durée : 12 minutes[1]